# میکا آلتونن
میکا آلتونن (انگلیسی: Mika Aaltonen؛ زادهٔ ۱۶ نوامبر ۱۹۶۵) بازیکن فوتبال اهل فنلاند است.
از باشگاه‌هایی که در آن بازی کرده‌است می‌توان به باشگاه فوتبال اینتر میلان، باشگاه فوتبال تورون پالوسئورا، باشگاه فوتبال هرتابرلین و باشگاه فوتبال بولونیا اشاره کرد.
وی همچنین در تیم ملی فوتبال فنلاند بازی کرده‌است.